# Championnats d'Afrique de lutte 2006
Navigation
Casablanca 2005 Le Caire 2007
Les Championnats d'Afrique de lutte 2006 se déroulent en mai 2006 à Pretoria, en Afrique du Sud.

## Podiums

### Hommes

#### Lutte libre
| Catégories | Or                            | Argent                   | Bronze                 |
| ---------- | ----------------------------- | ------------------------ | ---------------------- |
| 55 kg      | Pieter van der Schyff         | Joe Oziti                | Hassan Mohamed         |
| 60 kg      | Hassan Ibrahim Madani         | Mohamed Amine Benhammadi | Neels de Jager         |
| 66 kg      | Heinrich Barnes               | Fred Jessey              | Riad Jelassi           |
| 74 kg      | Nabil Walid                   | Doudoud Diop             | Richard Brian Addinall |
| 84 kg      | Coenraad de Villiers          | Ablaye Tiam              | Wasal Abd El Wahab     |
| 96 kg      | Ismael El Desouky Abdelraouf  | Etienne van Huyssteen    | Joseph Moundor Seck    |
| 120 kg     | Hisham Abdelwahab Abdelmoamen | Augustine Mbagnick Sene  | Mustafa Ben Faida      |

#### Lutte gréco-romaine
| Catégories | Or                     | Argent                 | Bronze                       |
| ---------- | ---------------------- | ---------------------- | ---------------------------- |
| 55 kg      | Karim Ibrahim El-Sayed | Nazih Nabil            | Mohamed Zoghbi               |
| 60 kg      | Mostafa Mohamed        | Mohamed Mehdi Jelassi  | Mourad El Bakali             |
| 66 kg      | Alsaid El Gabry        | Mohamed Serir          | Charles Martin van der Merwe |
| 74 kg      | Fathi Banani           | Ahmed Ibrahim          | Said Moulla                  |
| 84 kg      | Mohamed Ahmed          | Badreddine Amdouni     | Ka-Koma Bella-Lufu           |
| 96 kg      | Karam Gaber            | Holem Ayari            | John Short                   |
| 120 kg     | Yasser Abdelrahman Ali | Markus Johannes Dekker | Mustafa Ben Faida            |

### Femmes

#### Lutte féminine
| Catégories | Or                | Argent           | Bronze             |
| ---------- | ----------------- | ---------------- | ------------------ |
| 48 kg      | Sammy Oziti       | Ghanmi Feten     | Jacqueline Sambou  |
| 51 kg      | Maria Musa        | Isabelle Sambou  | Wassila Raouafi    |
| 55 kg      | Lovina Odochi     | Rokhayatou Sonko | Dalila Rouabhia    |
| 59 kg      | Khady Diatta      | Ghoriba Daomoune | Esther Augustine   |
| 63 kg      | Doaa Ahmed Maher  | Becky Ademoh     | Chriszelle Wiehahn |
| 67 kg      | Happiness Burutu  | Sani Chortani    | Hayat Quasir       |
| 72 kg      | Soumaya Ben Sassi | Josephine Moses  | J.J Lotter         |